# Antoni Leitgeber
Antoni Leitgeber (ur. 9 stycznia 1770 w Poznaniu, zm. 5 grudnia 1844 tamże) – kowal, przedsiębiorca, działacz społeczny.

## Życiorys
Urodził się 9 stycznia 1770 w Poznaniu. Jego przodkowie pochodzili z Niemiec i osiedlili się w Poznaniu w pierwszej połowie XVIII w. Jego ojcem był Jan Kasper Leitgber, krawiec z zawodu, właściciel gospodarstwa rolnego we wsi Rataje, zaś matką Małgorzata z domu Aumüller. 
W młodości uczył się kowalstwa i w 1787 zdał w tym fachu egzamin czeladniczy. Przez 3 lata podróżował po Polsce i Niemczech. Po otrzymaniu uprawnień mistrzowskich założył w rodzinnym mieście własny warsztat. Od 31 marca 1791 miał obywatelstwo miasta Poznania. Po 1793 roku jego warsztat rozwinął się w zakłady kowalsko–ślusarskie z lokalizacją przy zbiegu ulic Garbary i Wodnej. Ich dziełem były między innymi: pierwszy piorunochron w Poznaniu zainstalowany w roku 1793, żelazne elementy konstrukcyjne wykorzystane przy budowie mostu Chwaliszewskiego (1794) oraz dźwig do oczyszczania koryta Warty (1794). Od 1794 piastował funkcję starszego cechu kowalskiego. 
Jego zakłady rozwijały się w okresie Księstwa Warszawskiego dzięki zamówieniom dla wojska. Ich właściciel należał do gwardii narodowej, od 1808 w stopniu porucznika. W tym okresie zaczął rozszerzać swoją działalność na inne pola niż kowalstwo i ślusarstwo. Od roku 1809 posiadał wytwórnię wódek przy ul. Wielkiej, a w późniejszym okresie handlował także zbożem. W 1820 roku zakończył działalność firmy kowalskiej, a posiadany kapitał wykorzystywał w handlu i na własne utrzymanie. Po 1820 roku został radnym miejskim i funkcję tę pełnił do końca życia. Niedługo przed śmiercią uczestniczył w działalności Polskiego Kasyna Poznańskiego w Hotelu Bazar. 
Zmarł 5 grudnia 1844 w Poznaniu. 